# Заплава річки Малий Утлюк
Заплава р. Малий Утлюк — ландшафтний заказник місцевого значення. Об'єкт розташований на території Якимівського району Запорізької області, на правому березі річки Малий утлюк, біля села Давидівка.
Площа — 30,2 га, статус отриманий у 2001 році.